# Karl Spiehs

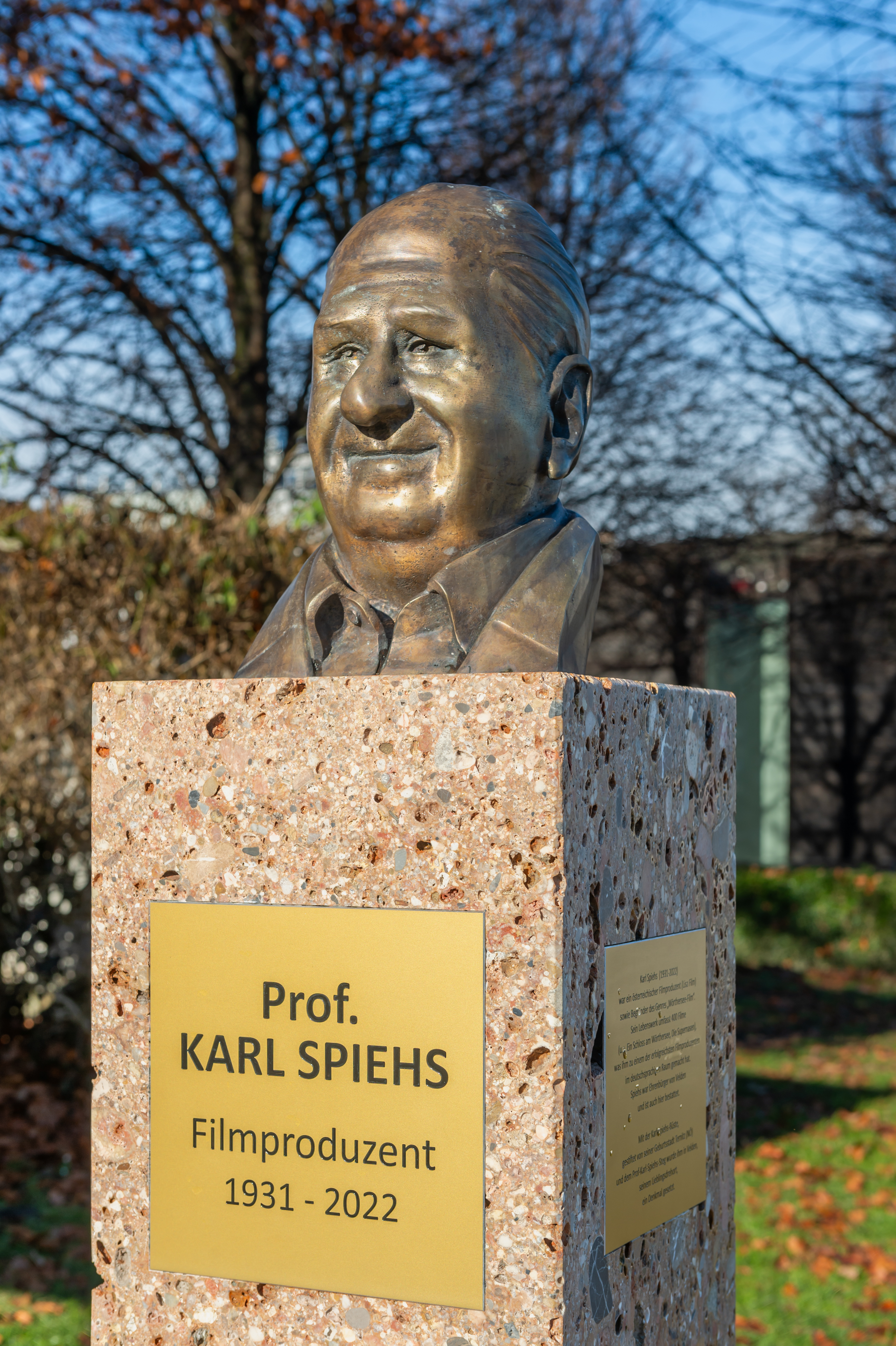
Büste von Prof. Karl Spiehs (2023)

Karl Spiehs, auch Carl Spiehs, (* 20. Februar 1931 in Blindendorf-Dunkelstein, einem Ortsteil der Stadtgemeinde Ternitz, Niederösterreich; † 27. Jänner 2022) war ein österreichischer Filmproduzent.

## Leben

### Karrierebeginn als Promoter
Der Sohn des Gastwirtsehepaars Karl und Anna Spiehs besuchte die Hotelfachschule und startete seine Karriere mit einer Aufführung der Operette Im weißen Rössl im elterlichen Wirtshaus. Er machte sich einen Namen als Promoter von Schlagerveranstaltungen und Vortragstourneen.

### Aufnahme- und Produktionsleitung
1960 gelang ihm mit dem Spielfilm Die Glocke ruft, an dem er anfangs als zweiter Aufnahmeleiter und bei der Fertigstellung als Co-Produzent mitwirkte, der Einstieg ins Filmgeschäft. 1961 wurde Spiehs von der Wiener Stadthalle zunächst als Musikaufnahmeleiter und anschließend als Produktionsleiter engagiert.

### Filmproduktion
1965 gründete er seine eigene Filmfirma mit dem Namen „Intercontinental-Film“. 1967 erwarb er 50 % der Anteile von Paul Löwingers Lisa Film, die er fortan weitgehend beherrschte, da sich Löwinger auf seine Funktion als Teilhaber beschränkte. Sitz der Lisa Film blieb bis 1995 München, wodurch die von Spiehs in diesem Zeitraum produzierten Filme als deutsche Produktionen gelten. Inhaltlich setzte er die enge Verbindung zwischen dem herkömmlichen deutschen und österreichischen Film fort.
Mitte der siebziger Jahre gründete Spiehs seinen eigenen Filmverleih, die „Residenz-Film“, die neben seinen eigenen Filmen auch ausländische Produkte in die Kinos brachte und in den achtziger Jahren unter dem Namen „Tivoli“ umstrukturiert wurde. Spiehs produzierte in diesen Jahren eine große Zahl von Filmkomödien und anderen Unterhaltungsfilmen, die beim Publikum meist gut ankamen, aber von der Filmkritik entweder ignoriert oder häufig verrissen wurden. Oft ist in diesen Filmen der Wörthersee zu sehen, wo Spiehs seine Sommerresidenz erwarb. Er trat gelegentlich in seinen Filmen selbst auf, meist als beschränkter Polizist. Nur selten wagte er die Verfilmung von anspruchsvollen Vorlagen wie 1973 Arthur Schnitzlers Der Reigen oder 1976 Hans Falladas Jeder stirbt für sich allein.

### TV-Produktion
Dank des Privatfernsehens gelang Spiehs zu Beginn der 1990er Jahre auch der Einstieg in die TV-Produktion. Vor allem die RTL-Serie Ein Schloß am Wörthersee mit dem wiederentdeckten Roy Black in der Hauptrolle wurde ein großer Publikumserfolg. In der Folge konzentrierte er sich mehr auf die Fernseharbeit und konnte sich mit dem Zweiteiler Die Rückkehr des Tanzlehrers 2003 allgemeine Anerkennung verschaffen. Er wurde in Velden am Wörthersee bestattet.

## Privates
Von seiner Jugendliebe Hilde stammt seine Tochter Waltraud (* 1952). Spiehs’ erste Ehefrau Elfriede ist die Mutter seines Sohnes Gerhard (* 1958). Mit der ehemaligen Show-Assistentin Lissy Kofler hat er den Sohn Michael Kofler (* 1962). Am 21. Dezember 1966 heiratete er die Schauspielerin Angelika Ott. Ihre gemeinsamen Söhne sind der Filmproduzent David Spiehs (* 1974) und Benjamin Spiehs (* 1981).
Sein Enkel ist der Filmproduzent Thomas Hroch (Mona Film, Tivoli Film).

## Filmografie

### Kinofilme

#### Herstellungsleitung
- 1962: Drei Liebesbriefe aus Tirol
- 1962: Tanze mit mir in den Morgen
- 1963: Sing, aber spiel nicht mit mir
- 1963: Die lustigen Vagabunden (Das haben die Mädchen gern)
- 1963: Unsere tollen Nichten
- 1963: Ist Geraldine ein Engel?
- 1963: Die schwarze Kobra
- 1963: Mit besten Empfehlungen
- 1963: Im singenden Rößl am Königssee
- 1963: Das große Liebesspiel
- 1963: Der letzte Ritt nach Santa Cruz
- 1964: Unsere tollen Tanten in der Südsee
- 1964: Rote Lippen soll man küssen (Die ganze Welt ist himmelblau)
- 1964: Frühstück mit dem Tod
- 1964: Das hab ich von Papa gelernt
- 1964: Jetzt dreht die Welt sich nur um dich
- 1964: Verdammt zur Sünde
- 1964: Die große Kür
- 1964: Heiß weht der Wind
- 1964: Happy-End am Wörthersee (Happy-End am Attersee)
- 1964: DM-Killer
- 1965: Das Mädel aus dem Böhmerwald
- 1965: Schüsse im Dreivierteltakt

#### Produktion oder Co-Produktion
- 1965: Das Liebeskarussell
- 1966: In Frankfurt sind die Nächte heiß
- 1966: Die Liebesquelle
- 1966: Maigret und sein größter Fall
- 1966: Bel Ami 2000 oder Wie verführt man einen Playboy
- 1966: Gern hab ich die Frauen gekillt
- 1966: Wie tötet man eine Dame? (Das Geheimnis der gelben Mönche)
- 1966: Sartana (Mille dollari sul nero)
- 1967: Das Rasthaus der grausamen Puppen
- 1967: Heißes Pflaster Köln
- 1967: Heubodengeflüster
- 1967: Mittsommernacht
- 1968: 69 Liebesspiele
- 1968: Paradies der flotten Sünder
- 1968: Peter und Sabine
- 1968: Immer Ärger mit den Paukern
- 1969: Die tolldreisten Geschichten – nach Honoré de Balzac
- 1969: Django – Die Geier stehen Schlange (Sette dollari sul rosso)
- 1969: Ehepaar sucht gleichgesinntes
- 1969: Alle Kätzchen naschen gern
- 1969: Hilfe, ich liebe Zwillinge!
- 1969: Unser Doktor ist der Beste
- 1970: 7 dreckige Teufel / Sturm der Feuervögel (Sette baschi rossi)
- 1970: Wenn du bei mir bist
- 1970: Dornwittchen und Schneeröschen
- 1970: Unsere Pauker gehen in die Luft
- 1970: Musik, Musik – da wackelt die Penne
- 1970: Josefine Mutzenbacher
- 1970: Wenn die tollen Tanten kommen
- 1971: Die nackte Gräfin
- 1971: Wer zuletzt lacht, lacht am besten
- 1971: Das haut den stärksten Zwilling um
- 1971: Das Lied der Balalaika
- 1971: Tante Trude aus Buxtehude
- 1971: Wenn mein Schätzchen auf die Pauke haut
- 1971: Josefine Mutzenbacher II – Meine 365 Liebhaber
- 1971: Mache alles mit
- 1971: Rudi, benimm dich!
- 1971: Die tollen Tanten schlagen zu
- 1971: Hochwürden drückt ein Auge zu
- 1971: Die Kompanie der Knallköppe
- 1972: Kinderarzt Dr. Fröhlich
- 1972: Blutiger Freitag
- 1972: Liebesspiele junger Mädchen
- 1972: Immer Ärger mit Hochwürden
- 1972: Meine Tochter – deine Tochter
- 1972: Der Schrei der schwarzen Wölfe
- 1972: Trubel um Trixie
- 1972: Die Pfarrhauskomödie
- 1972: Auch fummeln will gelernt sein (Ferdinand Mutzenbacher)
- 1972: 100 Fäuste und ein Vaterunser
- 1973: Blau blüht der Enzian
- 1973: Crazy – total verrückt
- 1973: Was Schulmädchen verschweigen
- 1973: Der Reigen
- 1973: Geh, zieh dein Dirndl aus
- 1973: Die blutigen Geier von Alaska
- 1973: Wenn jeder Tag ein Sonntag wär
- 1974: Alpenglüh’n im Dirndlrock
- 1974: Bohr weiter, Kumpel
- 1974: Wenn Mädchen zum Manöver blasen
- 1974: Auf der Alm da gibt’s koa Sünd
- 1974: Zwei im siebenten Himmel
- 1974: Es war nicht die Nachtigall
- 1975: Change
- 1976: Was treibt die Maus im Badehaus?
- 1976: Jeder stirbt für sich allein
- 1976: Scaramouche, der Teufelskerl
- 1976: Vanessa
- 1976: Triumphmarsch
- 1977: Griechische Feigen
- 1977: Freude am Fliegen
- 1977: Drei Schwedinnen in Oberbayern
- 1978: Hurra, die Schwedinnen sind da
- 1978: Die Insel der tausend Freuden
- 1978: Das Love-Hotel in Tirol
- 1978: Popcorn und Himbeereis
- 1978: Summer Night Fever
- 1979: Sunnyboy und Sugarbaby
- 1979: Cola, Candy, Chocolate
- 1979: Die Schulmädchen vom Treffpunkt Zoo
- 1979: Hot Dogs auf Ibiza
- 1979: Graf Dracula (beisst jetzt) in Oberbayern
- 1980: Dschungel-Django (Il Cacciatore di Squali)
- 1980: Astaron – Brut des Schreckens
- 1980: Die schönen Wilden von Ibiza
- 1980: Zärtlich aber frech wie Oskar
- 1980: Desideria (Desideria: La vita interiore)
- 1980: Keiner hat das Pferd geküßt
- 1980: Jungfrau unter Kannibalen
- 1980: Drei Schwedinnen auf der Reeperbahn
- 1981: Die Säge des Todes
- 1981: Ein Kaktus ist kein Lutschbonbon
- 1981: Sadomania – Hölle der Lust
- 1981: Die nackten Superhexen vom Rio Amore
- 1981: Kalt wie Eis
- 1981: Frankfurt Kaiserstraße
- 1981: Heute spielen wir den Boß – Wo geht’s denn hier zum Film?
- 1982: Piratensender Powerplay
- 1982: Banana Joe
- 1982: Ein dicker Hund
- 1982: Im Dschungel ist der Teufel los
- 1983: Babystrich im Sperrbezirk
- 1983: Marianne und Sophie
- 1983: Die Supernasen
- 1983: Das verrückte Strandhotel
- 1983: Sunshine Reggae auf Ibiza
- 1983: Bei Anruf Liebe
- 1984: Schulmädchen ’84
- 1984: Mama Mia – Nur keine Panik
- 1984: Zwei Nasen tanken Super
- 1984: Her mit den kleinen Schweinchen
- 1984: Popcorn & Paprika
- 1984: Ein irres Feeling
- 1984: Danger – Keine Zeit zum Sterben
- 1984: Drei und eine halbe Portion
- 1985: Coconuts
- 1985: Seitenstechen
- 1985: Die Einsteiger
- 1985: Die Küken kommen
- 1985: Hungrige Skorpione (Il Cinque del Condor)
- 1986: Die Schokoladen-Schnüffler
- 1986: Geld oder Leber
- 1986: Bitte laßt die Blumen leben
- 1987: Kunyonga – Mord in Afrika
- 1987: Zärtliche Chaoten
- 1987: Der Joker
- 1988: Starke Zeiten
- 1988: Zärtliche Chaoten II (ungenannt)
- 1988: Rote Rosen für ein Callgirl (Rose Tattoo)
- 1988: Killing Blue
- 1989: Zwei Frauen
- 1989: Gummibärchen küßt man nicht
- 1990: Eine Frau namens Harry
- 1990: Gavre Princip – Himmel unter Steinen
- 1992: Fiorile
- 1994: Domenica
- 1995: Im Fadenkreuz des Bösen (Royal Destiny)

### Fernsehproduktionen
- 1990–1993: Ein Schloß am Wörthersee (Serie)
- 1991–1992: Die große Freiheit (Serie)
- 1992: Almenrausch und Pulverschnee (Serie)
- 1993–1994: Peter und Paul (Serie)
- 1993: Der blaue Diamant
- 1993: Hochwürden erbt das Paradies
- 1993: Tierärztin Christine
- 1993: Das Paradies am Ende der Berge
- 1994: Der Heiratsvermittler
- 1994: Immer Ärger mit Nicole
- 1994: Sonne über dem Dschungel
- 1994: Drei zum Verlieben (Serie)
- 1994–1995: Unsere Schule ist die Beste (Serie)
- 1994: Mein Freund, der Lipizzaner
- 1994: Liebling, ich muss auf Geschäftsreise
- 1995: Der schwarze Fluch – Tödliche Leidenschaften
- 1995: Ein Richter zum Küssen
- 1995: Tierärztin Christine – Eine Frau kämpft sich durch
- 1996–2002: Klinik unter Palmen (Serie)
- 1996: Drei in fremden Betten
- 1996: Mein Opa ist der Beste
- 1997: Fröhlich geschieden
- 1997: Mein Opa und die 13 Stühle
- 1997: Hochwürdens Ärger mit dem Paradies
- 1998: Fröhliche Chaoten
- 1998: Die Superbullen
- 1998: Tödliche Diamanten (Zweiteiler)
- 1998: Letzte Chance für Harry
- 1998: Tierärztin Christine – Abenteuer in Südafrika
- 1999: Ein Herz wird wieder jung
- 1999: Die blaue Kanone
- 1999: Drei in fremden Kissen
- 1999: Das Mädchen aus der Torte
- 2000–2004: Der Pfundskerl (Serie)
- 2000: Seitensprung ins Glück
- 2001: Herzensfeinde
- 2001: Zwei unter einem Dach
- 2001–2004: Der Bestseller (Serie)
- 2001: Eine Insel zum Träumen – Koh Samui
- 2001–2002: Liebe, Lügen, Leidenschaften (Serie)
- 2002: Drei unter einer Decke
- 2002: Ein himmlisches Weihnachtsgeschenk
- 2002: August, der Glückliche
- 2003: Hochwürden wird Papa
- 2003–2014: Das Traumhotel (Serie)
- 2003: Alles Glück dieser Erde
- 2003: Die Rückkehr des Tanzlehrers (Zweiteiler)
- 2003: Die Jungen von der Paulstraße (Zweiteiler)
- 2004: Wenn der Vater mit dem Sohne
- 2004–2005: Weißblaue Wintergeschichten (Serie)
- 2005–2008: Familie Sonnenfeld (Serie)
- 2005–2007: Agathe kann’s nicht lassen (Serie)
- 2005: König der Herzen
- 2005: Die Liebe eines Priesters
- 2005: Lauras Wunschzettel
- 2006–2013: Die Alpenklinik (Serie)
- 2006: Tod eines Keilers
- 2007–2017: Mord in bester Gesellschaft (Fernsehreihe)
- 2012: Oma wider Willen

## Auszeichnungen
- 1992: Romy
- 1992: Silbernes Ehrenzeichen für Verdienste um das Land Wien
- 1996: Ehrenbürger der Marktgemeinde Velden am Wörther See
- 2001: Österreichisches Ehrenkreuz für Wissenschaft und Kunst I. Klasse[6]
- 2002: Goldenes Ehrenzeichen für Verdienste um das Land Wien
- 2002: Goldener Rathausmann der Stadt Wien
- 2004: Romy
- 2006: Berufstitel Professor
- 2009: Großes Goldenes Ehrenzeichen für Verdienste um das Bundesland Niederösterreich[2]
- 2015: Platin-Romy für das Lebenswerk[7]
- 2018: Großes Ehrenzeichen für Verdienste um die Republik Österreich[8][9]

Karl Spiehs erhielt außerdem Auszeichnungen der Bundesländer Kärnten und Niederösterreich.
In Ternitz erhielt er 2001 den Goldenen Ehrenring der Stadtgemeinde, 2011 wurde der Park vor dem Stadtkino in Prof. Karl Spiehs-Park bekannt, wo 2022 eine Büste enthüllt wurde.